# Notorious
Notorious és una pel·lícula estatunidenca dirigida per Alfred Hitchcock i estrenada l'any 1946, protagonitzada per Ingrid Bergman i Cary Grant.
Va ser nominada a l'Oscar al millor guió original (Ben Hecht) i al millor actor secundari (Claude Rains), així com al Gran Premi del Festival de Canes (Alfred Hitchcock).

## Argument
Alicia Huberman adquireix notorietat quan el seu pare, un agent nazi, és sentenciat per traïció als Estats Units després de la Segona Guerra Mundial. Poc temps després, ella organitza una festa on apareix un home atractiu i enigmàtic anomenat Devlin. Després d'un confronte d'intel·ligència i personalitats, Devlin revela a Alícia que en realitat és un agent de l'Agència de Seguretat Nacional dels Estats Units i li demana ajuda per atrapar el nazi Alexander Sebastian. Considerant que s'ha enamorat profundament de l'apassionant agent, Alícia accepta i guanya la simpatia de Sebastian. No obstant això, a mesura que es va involucrant més en la missió, Alícia s'adona que està posant en risc la seva pròpia vida.

## Repartiment
- Ingrid Bergman: Alicia Huberman
- Cary Grant: T.R. Devlin
- Claude Rains: Alexander Sebastian
- Louis Calhern: Paul Prescott
- Leopoldine Konstantin: la mare de Sebastian
- Reinhold Schünzel: Dr. Anderson
- Moroni Olsen: Walter Beardsley
- Ivan Triesault: Eric Mathis
- Fay Baker: Ethel
- Antonio Moreno: Sr. Ortiza
- Ricardo Costa: Dr. Barbosa
- Eberhard Krumschmidt: Emil Hupka
- Charles Mendl: Commodore
- Wally Brown: Sr. Hopkins
- Friedrich von Ledebur: Knerr

## Premis i Nominacions

### Nominacions[2]
- Oscar al millor guió original (Ben Hecht)
- Oscar al millor actor secundari (Claude Rains)